# هانز كريبس
هانز كريبس (بالألمانية: Hans Krebs) (4 مارس 1898 - 1 مايو 1945) قائد عسكري ألماني شارك في الحرب العالمية الثانية.
ولد كريبس في هلمشتاد، والتحق بالجيش الألماني الامبراطوري في عام 1914، وشارك في الحرب العالمية الأولى. تدرج كريبس في المناصب، وشغل منصب رئيس أركان عدة مجموعات جيوش ألمانية، حتى حصل على رتبة جنرال.
كرئيس لهيئة الأركان العامة للجيش (OKH)، كان كريبس في قبو الفوهرر تحت مبنى مستشارية الرايخ خلال معركة برلين.
وفي 28 أبريل 1945، أجرى كريبس آخر مكالماته الهاتفية من قبو الفوهرر، عندما هاتف الجنرال فيلهلم كيتل في مقر القيادة العليا، وقال لكيتل أنه إذا لم تصل الإغاثة في غضون 48 ساعة، فسنفقد كل شيء. وعد كيتل بممارسة أقصى الضغوط على الجنرال فالتر فينك قائد الجيش الثاني عشر الألماني والجنرال تيودور بوسه قائد الجيش التاسع الألماني، لكي يهاجم الجيش الثاني عشر برلين من الغرب والجيش التاسع من الجنوب.
في 22 أبريل، كان أدولف هتلر قد أمر كل من هذين الجيشين بالقدوم برلين للتخفيف من الهجوم السوفييتي على المدينة. إضافة إلى قوات الجنرال رودولف هولسته التي ستهاجم من الشمال.
وفي وقت لاحق من يوم 28 أبريل، عندما اكتشف هتلر أن هاينريش هيملر كان يحاول التفاوض على استسلام إلى قوات الحلفاء بوساطة الكونت فولك برنادوت، أصبح كريبس جزءاً من محكمة عسكرية أمر بها هتلر لمحاكمة هيرمان فيجيلين ضابط اتصال هيملر وزوج شقيقة إيفا براون. ترأس المحكمة الجنرال فيلهلم مونكه والتي ضمت هيئتها إضافة إلى كريبس ومونكه، الجنرال يوهان راتينهوبر والجنرال فيلهلم برجدورف.
في 29 أبريل، شهد كريبس وبرجدورف وجوزيف غوبلز ومارتن بورمان على توقيع وصية هتلر الأخيرة، والتي أملاها هتلر لسكرتيره الخاص تراودل يونغه. وفي وقت متأخر من ذلك المساء، طلب كريبس من الجنرال ألفرد يودل في القيادة العليا للجيوش عن طريق اللاسلكي تقريرًا فوريًا أولاً عن مكان قوات الجنرال فينك، وثانيًا عن الوقت المتوقع لبدأ الهجوم، وثالثًا عن موقع الجيش التاسع، ورابعًا تحديد المكان الذي سيهاجم منه الجيش التاسع بدقة، وخامسًا عن موقع قوات الجنرال هولسته.
في الصباح الباكر من يوم 30 أبريل، ردت يودل على كريبس: «أولا بأن قوات فينك أوقفت جنوب بحيرة شفيلو. ثانيًا الجيش الثاني عشر غير قادر على مواصلة الهجوم على برلين. ثالثًا، الجزء الأكبر من الجيش التاسع محاصر، رابعًا فيلق هولسته في موقف دفاعي».
في وقت لاحق من ذلك اليوم، واصلت القوات السوفييتية زحفها نحو وسط برلين، وانتحر هتلر في حوالي الساعة 15:30 ظهرًا. ووفقًا لوصية هتلر الأخيرة، يخلف الأدميرال كارل دونيتس هتلر كرئيس للدولة وقائد أعلى للقوات المسلحة، ويخلف وزير الدعاية النازية جوزيف غوبلز هتلر في منصب مستشار الاتحاد الألماني.
وفي 1 مايو، وفي غضون ساعات من انتحار هتلر في 30 أبريل، أرسل غوبلز لكريبس وتيودور فون دوفينغ رسالة لإرسالها إلى الجنرال السوفييتي فاسيلي تشيكوف قائد القوات السوفييتية في وسط برلين، تضمنت شروط استسلام مقبولة من وجهة نظر غوبلز. فاجأ كريبس تشيكوف بقدومه رافعًا راية بيضاء، وأخبره بأن هتلر وزوجته إيفا براون قد انتحرا في قبو الفوهرر. لم يكن تشيكوف يعلم بوجود مخبأ تحت مستشارية الرايخ أو أن هتلر كان قد تزوج، وقال بهدوء أنه يعرف كل هذا مسبقًا. ورغم ذلك لم يكن تشيكوف على استعداد لقبول شروط رسالة غوبلز أو للتفاوض مع كريبس، حيث لم يقبل السوفييت بأي شيء آخر غير الاستسلام غير المشروط، حسب الاتفاق مع بقية الحلفاء. لم يكن كريبس مخولاً من قبل غوبلز بالموافقة على هذه الشروط، وبذلك انتهى الاجتماع دون التوصل إلى اتفاق. وفقًا لتراودل يونغه، عاد إلى كريبس القبو وقد أيقن أنها النهاية، إلا أن استسلام برلين لن يتم طالما غوبلز كان على قيد الحياة.
في حوالى الساعة 8:00 مساء يوم 1 مايو، أزال غوبلز هذا العائق، حيث انتحر هو وزوجته ماجدة بعد أن قتلوا أطفالهم. بعد وفاة غوبلز، أصبحت مسؤولية تسليم المدينة إلى الجنرال هيلموت فايدلينغ قائد منطقة الدفاع عن برلين.
في 2 مايو، التقى فايدلينغ مع تشيكوف لمناقشة الاستسلام مرة أخرى، وسأله تشيكوف عن كريبس فأخبره بأنه انتحر بالأمس، ووجد الجنود السوفييت جثة كريبس عندما قبو الفوهرر.

## لمصادر
- Beevor, Antony. (2002) Berlin: The Downfall 1945, Viking-Penguin Books. ISBN 0-670-88695-5.
- Junge، Gertraud (2003-01). Until the Final Hour. London: George Weidenfeld & Nicolson. ISBN 0-297-84720-1. مؤرشف من الأصل في 2022-02-20. {{استشهاد بكتاب}}: تحقق من التاريخ في: |تاريخ= (مساعدة)صيانة الاستشهاد: التاريخ والسنة (link)
- Hirschbiegel, Oliver (Director) (2005). Downfall (DVD). Germany, Russia: Sony Pictures.
- Dollinger، Hans (1967). The Decline and Fall of Nazi Germany and Imperial Japan. New York: Crown Publisher, Inc. Library of Congress Catalogue Card Number 67-27047.

## وصلات خارجية
- هانز كريبس على موقع مونزينجر (الألمانية)

- University of Szeged Library - photo of Krebs